# 段遼
段 遼（だん りょう、拼音：Duàn Liáo、? - 339年）は、鮮卑段部の大人。『魏書』では段護遼と表記。初代大人段日陸眷の孫。

## 生涯

### 即位
325年11月、段部の大人段牙は令支から都を移したが、これに部族の民は大いに不満を抱いた。段遼は密かに位を簒奪しようと画策し、遷都した事を段牙の罪であると言い放った。12月、段遼は部族の民を率いて段牙を攻めて殺害し、自ら立った。その後、東晋朝廷より幽州刺史・大単于に任じられた。段部は段務勿塵の時代以降、位号を自称して遼西の地に拠り、漢人を従えた。その勢力は日ごとに強盛となり、西は幽州を平らげて漁陽に接し、東は遼水にまで及んだ。統治する胡人・漢人は3万戸余りになり、騎射を行う兵は4・5万騎にも達した。
331年2月、驃騎将軍に任じられた。

### 慕容部との対立
333年10月、慕容部の大人慕容皝は庶兄の建威将軍慕容翰と不和を生じ、慕容翰は禍を恐れて段部へ亡命した。段遼はかねてから慕容翰の勇名を聞いていたので、大喜びで受け入れて深い敬愛を表した。11月、慕容皝の弟である征虜将軍慕容仁が反乱を起こして遼東を占拠すると、段遼は宇文部と共に慕容仁を支援した。
334年1月、慕容部の材官将軍劉佩が段部領の乙連に侵攻してきたが、返り討ちにした。
2月、慕容部領の徒河に侵攻したが、慕容皝配下の張萌に敗れた。段遼はさらに、弟の段蘭と慕容翰に柳城へ侵攻させたが、慕容皝配下の都尉石琮・城大慕輿泥に撃退された。
段遼は怒って段蘭と慕容翰を責め、柳城を必ず攻略するよう厳命した。10日余りした後、段遼は再び段蘭と慕容翰を派遣して柳城を包囲させた。段蘭は雲梯を造って地下道を掘り、20日に渡って四方から昼夜問わず攻撃を掛けたが、石琮と慕輿泥はますます堅固に守りを固めた。さらに機を見て石琮は将士を率いて出撃して段蘭軍を攻め、段蘭は千五百の兵を失った。その後、寧遠将軍慕容汗・封奕らが救援として到来すると、段蘭は柳城の北にある牛尾谷においてこれに大勝し、大半の兵を討ち取った。段蘭はこの勝ちに乗じて深く侵入しようと考えたが、慕容翰は祖国が滅ぼされるのではないかと憂慮してこれに反対したので、段蘭もやむをえず退却した。
335年12月、段部と宇文部は慕容仁の下へ使者を派遣して修好を深めた。段部と宇文部は慕容仁の本拠地平郭に館を置いたが、慕容皝の帳下督張英は百騎余りを率いて間道から侵入して館を襲撃した。宇文部の使者10人余りが殺害され、段部の使者は捕えられた。
336年6月、中軍将軍李詠に命じて慕容部領の武興に夜襲を掛けさせたが、雨だったので途中で中止して軍を返した。慕容部の都尉張萌は退却中の李詠軍に追撃を掛け、李詠は生け捕られた。
その後、段遼は段蘭に数万の兵を与えて曲水亭まで進軍させ、再び柳城攻撃に取り掛からせた。宇文部の大人宇文逸豆帰は安晋へ侵攻し、段蘭に呼応した。だが、慕容皝が歩兵騎兵合わせて5万を率いて柳城に進軍すると、段蘭も宇文逸豆帰も退却した。

### 劣勢へ
7月、数千の騎兵を率いて慕容部へ侵攻したが、慕容皝はこれを読んでおり、封奕に騎兵数千を与えて馬兜山の諸道に伏兵として配置していた。これにより段遼は挟撃を受け、大敗を喫して将軍栄伯保が戦死した。
慕容皝の世子である慕容儁が段部の諸城を攻めると、段部は大敗を喫した。
337年3月、慕容皝は段部の本拠地である乙連城の東に好城を築き、将軍蘭勃を派遣して段部を威圧した。また、曲水にも城を築き、蘭勃を援護させた。4月、乙連では飢饉が深刻となっており、段遼は数千両の車で穀物を輸送しようとしたが、蘭勃はこれを奪い取った。6月、段遼は従弟の揚威将軍段屈雲に精鋭騎兵を与え、興国城を守る慕容皝の子である慕容遵を夜襲させたが、五官水上で敗れ去り、段屈雲は敗戦して敗残兵は尽く捕虜となった。
同月、中軍将軍陽裕は「臣は親仁善隣（仁義を重んじて隣国と修好する事）が国の宝であると聞いております。慕容とは代々婚姻を結んでおり、また皝は令徳の主であります。ここで交戦することによって怨嗟を重ね、民衆を苦しめるのは得策とはいえますまい。臣はこれによって禍害が始まることを恐れております。願わくは従来通りに交流を深め、国には泰山の安定を、そして民衆には安らぎを与えていただきますよう」と述べ、慕容部と講和するよう諫めたが、段遼はこれに同意しなかった。やがて、陽裕は燕郡太守・北平相に任じられ、中央から遠ざけられた。

### 後趙との敵対
338年1月、段遼は段屈雲を派遣して後趙領の幽州へ侵攻させ、幽州刺史李孟を易京へ撤退させた。慕容皝は後趙の石虎へ使者を派遣し、称藩する代わりに段遼討伐の援軍を求めると、石虎はこれに応じて総勢17万の兵で討伐軍を興した。3月、慕容皝も石虎に呼応して自ら三軍を率いて令支以北の諸城を攻撃して回った。段遼がこれを攻撃しようとすると、慕容翰は「今、趙の軍団が南方に迫っております。全力を挙げて防がなければならない時に、更に燕と戦うつもりですか。燕王自らが出向いた以上、率いるのは精鋭部隊でしょう。万が一にも敗れたら、趙と戦う力など残っておりませんぞ。」と諫めたが、段蘭はこれに激怒して取り合わず、総力を持って出撃した。だが、慕容皝は伏兵を設けてこれを待ち受けており、段蘭は大敗を喫し、数千の兵を失い、5千世帯の民と1万を越える家畜が略奪された。
その頃、石虎は金台まで進軍していた。配下の支雄が進軍して薊城へ入ると、段部勢力下の漁陽郡・上谷郡・代郡の諸太守は相継いで降伏し、瞬く間に四十を超える城が支雄の手に落ちた。段遼は段蘭の敗戦を聞くと、もはや石虎と1戦を交えようとは考えず、妻子親族及び豪族千戸余りを率いて密雲山へ逃走をはかった。令支から離れる時、段遼は慕容翰の手を取って涙を流し「卿の策を用いず、自滅の道を選んでしまった。我はもとより自業自得だが、卿の寄る辺まで失い、本当に申し訳なく思う。」と告げた。慕容翰はここで段遼と袂を分かち、宇文部へ亡命した。段遼の左右長史である劉羣・盧諶・崔悦らは府庫を封じて降伏を請うた。石虎は将軍郭太・麻秋に軽騎兵2万を与えて段遼を追撃させた。麻秋らは密雲山で段遼と遭遇すると、これに勝利して首級3千を挙げ、段遼の母と妻を捕えた。段遼は単騎で山中奥深くに逃げ込むと、子の段乞特真を使者として後趙に派遣し、表を奉じて名馬を献上して謝罪すると、石虎はこれを受け入れた。
12月、段遼は後趙へ降伏の使者を派遣し、帰順するので迎え入れるよう要請した。だが、段遼は途中で心変わりして前燕にも密かに降伏の使者を派遣した。石虎は征東将軍麻秋に3万の兵を与えて段遼を迎えに行かせたが、慕容皝は密かに段遼と連絡を取って、麻秋を攻撃するため慕容恪を派遣した。慕容恪は7千の精鋭兵を率いて密雲山に伏兵として潜伏し、進軍してきた麻秋軍に大打撃を与え、6・7割の兵を戦死させた。段遼は慕容恪に伴われ、その民と共に棘城へ送られた。慕容皝は段遼の衆を尽く手中に収め、段遼に対しては上賓の礼を持って厚遇した。
339年4月、段遼は謀叛を起こそうとするも失敗し、配下の数十人と共に殺され、首は後趙へと送られた。彼の死により事実上段部は滅亡するが、この後も弟の段蘭は後趙の服属下で勢力を保った。

## 参考資料
- 『魏書』（列伝第九十一）
- 『晋書』（成帝康帝紀、列伝第三十三）
- 『資治通鑑』（卷第九十三）